# 蝴蝶針

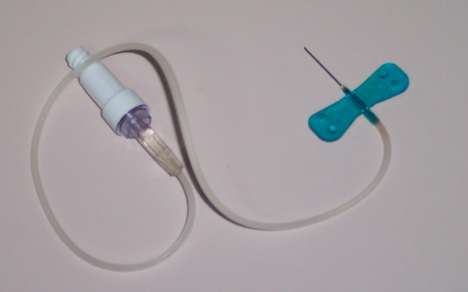
蝴蝶針

蝴蝶針（winged infusion set）也稱為頭皮靜脈注射器械包（scalp vein set），是專門用來靜脈穿刺的設備，可以穿刺到淺靜脈，以進行靜脈注射或是抽血。蝴蝶針從前面到後面，依序是皮下注射針頭，兩個雙邊可撓的「翅膀」、可撓性小口徑的透明管（長度約20至35公分）以及最末端的接頭（一般是母的鲁尔接头）。接頭可以連接到其他的醫療設備，例如注射器、真空采血管、或是從輸液泵、靜脈注射或是輸血袋的延伸管線。
較新型的蝴蝶針會有滑動鎖定的安全裝置，在針頭使用後會下滑鎖定，避免意外的針刺傷害或是針頭的重覆使用。針刺傷害及針頭重覆使用都可能會傳播像HIV或是病毒型肝炎等傳染病。

## 用法
在注射時會用拇指及食指按住蝴蝶針的翅膀來固定位置。握的位置很接近皮下注射針頭，因此可以作精準的定位。一般會讓針用較淺的角度進入血管中，這可能也是此設備原始的設計用意。當針進入血管中，靜脈血壓會讓小量的血進入蝴蝶針的透明管中，可以用肉眼看到，稱為flashback，讓操作者可以確認針已進入血管中。
相較於傳統直的皮下注射針頭，蝴蝶針有一些優點。蝴蝶針可撓的管路可以達到更多身體表面的部位，也讓病人在注射時，可以有較大的活動範圍。蝴蝶針精準的定位有助於注射較細的、較脆弱的，或是其他不容易注射的血管。蝴蝶針較淺的注射角度有助於在非常淺層的靜脈進行采血，例如手掌、手腕或是頭皮等。

## 針頭尺寸
較常見的蝴蝶針有18-27G的，最常見的是21G及23G的。
在抽血時，一般都會避免使用25G及27G的蝴蝶針，因為普遍認為小孔隙的針頭會讓血液様品出現溶血反應或是凝血，因此會讓血液樣品無效。不過理論計算和試管實驗的結果恰好和上述的認知相反：隨著針頭孔隙縮小，其剪應力及溶血反應都會減小（不過減少的幅度在臨床上不顯著）。之後有一個臨床試驗使用21G、23G及25G的蝴蝶針，直接接在真空采血管上進行採血，結果造成相同程度的溶血反應，凝血測試也有相同結果，和理論分析的結果相同。
注明：溶血和凝血是2个完全不同的概念和步骤。引用文献2只提及了23G,25G对比21G针头对凝血的影响，其中PT和APTT无统计学意义差异。并未涉及针头直径对溶血方面的影响。